# Wilhelm Baum
Wilhelm Baum (Elbląg, 10 settembre 1799 – Gottinga, 6 settembre 1883) è stato un chirurgo tedesco.

## Biografia
Studiò medicina a Königsberg, Göttingen e Berlino, ricevendo il dottorato nel 1822. All'università di Göttingen fu influenzato da Konrad Martin Langenbeck (1776-1855), Karl Gustav Himly (1772-1837) e Friedrich Benjamin Osiander (1759- 1822). Dopo la laurea, trascorse un anno come assistente chirurgico di Karl Ferdinand von Graefe (1787-1850) a Berlino, seguito da diversi anni di studio in Austria, Italia, Francia e Isole britanniche (Londra, Edimburgo, Dublino). A Parigi frequentò le lezioni e le cliniche di Guillaume Dupuytren (1777-1835), Dominique-Jean Larrey (1766-1842) e Jean Cruveilhier (1791-1874).
Nel 1827 tornò a Berlino come medico di base, aiutando occasionalmente il suo amico intimo Johann Friedrich Dieffenbach (1792-1847) con operazioni chirurgiche. Successivamente s trasferì a Danzig come capo chirurgo presso l'ospedale municipale. A Danzica si distinse molto durante l'epidemia di colera del 1831. Nel 1841 intraprese un viaggio di ricerca a Parigi, dove studiò la litotrissia con Jean Civiale (1792-1867) e Jean-Jacques-Joseph Leroy d'Etiolles (1798-1860), in seguito diventò professore di chirurgia all'Università di Greifswald (1842). Più tardi nella sua carriera fu nominato professore di chirurgia presso l'Università di Gottinga. Baum fu un'influenza importante per la carriera di Theodor Billroth (1829-1894).
Sebbene fu considerato un buon insegnante, non era conosciuto per i suoi scritti. Fu uno dei primi chirurghi in Germania a eseguire la  tracheotomia per il trattamento del croup (1848 a Greifswald, cinque casi). È anche accreditato per aver fornito una prima menzione dell'aspergillosi polmonare.

## Opere
- De urethræ virilis fissuris congenitis speciatim vero de epispadia, 1822